# Японская мухоловка
Японская мухоловка, или желтоспинная мухоловка (Ficedula narcissina) — вид птиц из семейства мухоловковых. Видовой эпитет narcissina — отсылка к нарциссу, цветку обычно жёлтого цвета.

## Распространение
Восточная Палеарктика. Сахалин, Япония, Корея, Китай, Тайвань. Зимуют в Юго-Восточной Азии (куда прибывают в ранних числах мая), в том числе на Филиппинах, во Вьетнаме и на Борнео. Залёты регистрировались от Австралии на юге до Аляски на севере. Живут в лиственных лесах.

## Описание

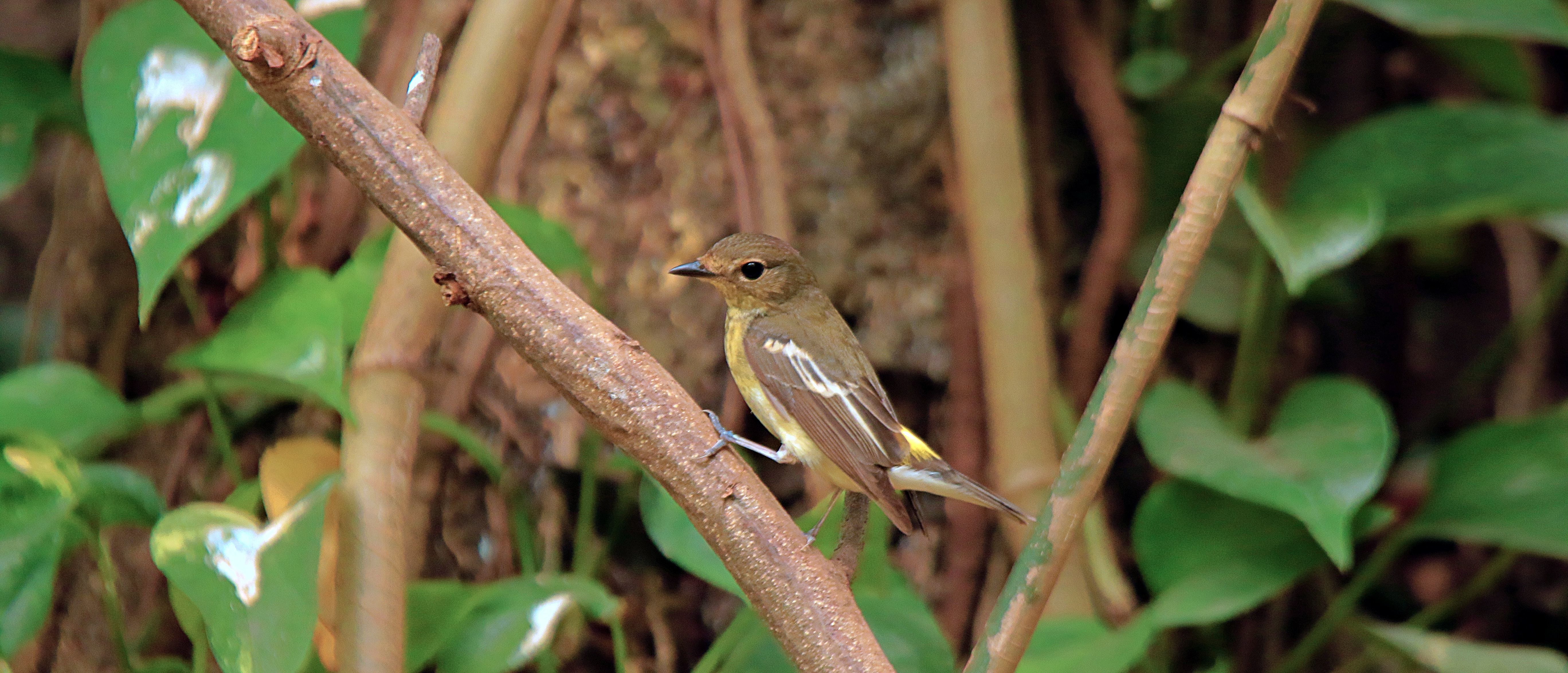
Самка

Взрослые особи достигают длины 13 см и веса до 12 г. Брачный наряд самца очень ярок. У него чёрные корона и спина, ярко-оранжевое горло при более бледных груди и нижних частях тела, оранжево-желтая «бровь», чёрные крылья с белой «заплатой» оранжево-жёлтый зад и чёрный хвост. В обычном наряде самцы окрашены в разные оттенки жёлтого цвета. Самки совершенно не похожи на самцов, обычно их окраска рыжевато-коричневая, с крыльями ржавого цвета и двухцветным кольцом вокруг глаза.
У годовалых самцов оперение на шее часто оливкового или серо-зелёного цвета. Самки этого вида просто окрашены и имеют оперение от оливково-коричневого до оливково-зелёного цвета с бледной полосой над глазами. Крупа имеет оттенок от тускло-зелёного до желтовато-зелёного, оранжевое пятно на шее и белая полоса на крыле как у самца отсутствуют. Нижняя часть живота самок серо-белая.
Взрослые особи имеют сине-серый клюв, который окрашен в чёрный цвет, чёрные глаза и сине-серые ноги.

## Биология
Питаются преимущественно насекомыми, которых ловят на лету или клюют с листьев. Осенью иногда питаются ягодами и семенами.
Спаривание и размножение происходят с середины апреля до начала июля. К месту зимовки самцы прибывают раньше самок и готовят гнездо. Гнёзда предпочтительно строят в дуплах, щелях или чаще на мёртвых деревьях из засохших листьев, мха, волос и другого растительного материала на средней высоте 7,3 м. При этом старшие самцы прилетают раньше более молодых.

## Охранный статус
МСОП присвоил виду охранный статус LC.